# Symptom of the Universe
«Symptom of the Universe» (с англ. — «Симптом Вселенной») — песня британской хеви-метал-группы Black Sabbath, написанная всеми участниками квартета, впервые записана на лондонской студии Morgan Studios весной 1975 года. Песня вошла в шестой студийный альбом группы Sabotage.

## История
Песня, текст которой был написан Гизером Батлером (по мотивам, как он утверждал, собственного сновидения), представляла собой своеобразный коллаж космогонических аллюзий и научно-фантастической образности, объединенных философским взглядом на «никогда не умирающую любовь» как на «симптом» Вселенной (англ. Symptom of the Universe is love that never dies). Отчасти текст песни выглядел продолжением «National Acrobat» (из альбома Sabbath Bloody Sabbath), во второй части которой была развернута более детальная панорама Вселенной, которая рождается и умирает в себе самой.
К моменту начала работы над альбомом Sabotage участники Black Sabbath уже находились в серьёзном внутреннем конфликте. Все четверо употребляли наркотики, чем (по мнению рецензента AllMusic) отчасти и объясняется возникновение в альбоме странной, мистической образности и неожиданно глубоких философских идей, которые в предыдущих работах обозначались штрихами.
Материал альбома, считает Б. Торреано, родился на почве острого конфликта внутри группы: именно поэтому и отмечен такой внутренней силой. Критик называет настоящим «гвоздём» пластинки именно «Symptom of the Universe»: в песне, базовый рифф которой «на пять-шесть лет предвосхитил появление трэша», был создан «…уровень энергетики, редко наблюдавшийся за пределами панк-сцены».

### Музыкальное исполнение
Рецензент AllMusic особо отмечает игру Билла Уорда, который ни до ни после не демонстрировал подобного мастерства. Необычайную выразительность и вокальный диапазон продемонстрировал и Оззи Осборн, которого прежде нередко упрекали в слишком примитивном использовании своих вокальных данных.
Как пишет Б. Торреано, Осборн примерно в это время только «и начал по-настоящему осознавать, какой харизмой обладает»: это позволяло ему смело браться за исполнение «любого, даже малопонятного и запутанного текста». Рецензент называет «Symptom of the Universe» последней великой метал-вещью, созданной группой с Осборном у микрофона.

### Историческое значение
Наряду с «Paranoid» (где была впервые создана почва для прото-трэша), «Symptom of the Universe» стала (согласно AllMusic) одной из самых влиятельных песен в рок-истории, указавшей сразу на несколько дальнейших ветвей развития рока: трэш, спид-метал, гитарный индастриал (Ministry), маниакальный альт-рок Butthole Surfers, сладжевый гранж Soundgarden.
Согласно проведённому в 2018 году журналом Metal Hammer опросу среди музыкантов рифф из Symptom of the Universe занял первое место и получил статус «Величайшего риффа всех времен».

## Участники записи
- Гизер Батлер — бас-гитара
- Тони Айомми — электрогитара и акустическая гитара
- Оззи Осборн — вокал
- Билл Уорд — барабаны, бонги, клавы[3][неавторитетный источник]

## Издания
Песня включалась в 16 релизов (сборников) группы. На концертах её исполняла как группа, так и Оззи Осборн.
- 1975 — Sabotage (6:29 ESM/Castle)
- 1975 — Sabotage (6:27 Warner Bros.)
- 1984 — Live! (Media Records)
- 1992 — The Black Sabbath Story, Vol. 1 (2002 DVD, Sanctuary)
- 1992 — The Collection (Castle Music Ltd.)
- 1992 — The Story, Vol. 1 (Polygram)
- 1994 — The Ozzy Osbourne Years (Import)
- 1996 — Under Wheels of Confusion: 1970—1987 (6:32 Castle/Essential)
- 2000 — Best of Black Sabbath (Castle Import, Castle Music Ltd.)
- 2000 — Best of Black Sabbath (Gestrichen)
- 2000 — Singles Box Set (6:28 Castle Music Ltd.)
- 2000 — The Best of Black Sabbath (6:31 Raw Power Records)
- 2000 — The Best of Black Sabbath (6:31 Sanctuary)
- 2001 — Complete 70’s Replica CD Collection (6:30 Castle Music Ltd.)
- 2002 — Past Lives (4:52 Sanctuary)
- 2002 — Symptom of the Universe: The Original Black Sabbath (1970—1978) (6:28 Rhino/Warner Bros.)
- 2003 — 'Cross Purposes (DVD Picture)
- 2003 — Never Say Die: Live in 1978 (Video/DVD Sanctuary)
- 2004 — Black Box: The Complete Original Black Sabbath 1970—1978 (6:29 Rhino)
- 2006 — Past Lives, Vol. 2 (4:52 Earmark)[1]

### Сингл Оззи Осборна
Оззи Осборн выпустил песню как сингл к альбому Speak of the Devil. Сингл выходил в двух вариантах и имел отличия. В первом, стандартном 7" формате, на стороне «Б» были записаны песни Iron Man и Children of the Grave. Второй был выпущен ограниченным тиражом в формате разрисованного диска и содержал песню N.I.B. на стороне «Б».

### Кавер-версии
В числе музыкантов, записывавших кавер-версии «Symptom of the Universe» — Sepultura (для трибьюта Nativity In Black), Helmet (эта версия вошла в фильм Раздолбаи), Stone, Freak Seed, Comes With the Fall, Daemon (Second Coming).
Песня в исполнении Sepultura попала на 18 место в список лучших каверов по версии журнала Metal Hammer.

### Другие медиа
Песня звучит в компьютерных играх Skate 2 и Brütal Legend.